# جون س. إيفانز
جون س. إيفانز (بالإنجليزية: John C. Evans)‏ هو لاعب كرة قدم أمريكية أمريكي، ولد في 13 فبراير 1908 في أوهايو في الولايات المتحدة، وتوفي في 22 يوليو 1983.